# Нов начин слагања текста
У дигиталној типографији, нови начин слагања текста (NTS) је реимплементација TeX начина слагања система у Јави. Специфични циљеви пројекта су да наставе традицију Доналовог TeX  пружањем прве класе слагања софтвера који је и преносиви и доступнан бесплатно. Али, док је TeX сада замрзнут због максималне стабилности, NTS би требало да остане флексибилан и проширив.
NTS је писан у Јави. То је алфа софтвер (објављен 2000. године) и у стању је да генерише DVI.

## Историја
НТС пројекат је инаугурисан под покровитељством Данте е. В. (Deutschsprachige Anwendervereinigung TeX) 1992. године. Кодирање је почело 1998. године, након донације у укупном износу од 30 000 марака, а финансирано је до завршетка. Јоаким Ламарс, Рајнер Скопф, Јоаким Срод, Бернд Рајхл, Карел Скупју, Јири Златушка, Филип Тејлор, Питер Брејтенлохнер, Фриделм Сова и Ханс Хаген, између осталог, су сви били укључени у овај пројекат, али нису од почетка, а ни до краја.
Циљ пројекта је био да се поново спроведе TeX 100% на неком начину. Крајњи производ пројекта "путовање-тест" је компатибилно, и показује да је реимплементација изводљива. Међутим, из неколико разлога одлучено је да се не наставља даље са пројектом. Пре свега, NTS је преспор да се користи за производне сврхе, и не мотивише кориснике да пребаце на машине. Осим тога, до тада стандардне екстензије као што су e-TeX нису били укључене у код. Такође, да би биле корисне данас, PDF продукција као специфично продужење pdfTeX треба да се имплементира. Најзад, тако да 100% буде комплементно TeX, под-процеси NTS се прилично преплићу (због традиционалне природе TeX), који је тиме чине екстензијивнијом а мање једноставном као што је било предвиђено.
У децембру 2002. године, група људи је започела реимплементацију TeX пројекта на основу NTS: Пројекат ExTeX. ExTeX је спајање NTS са eTeX, pdfTeX и Omega и никада није напустила пре-алфа стање. Aleph је исто спајање eTeX и Omega, и после LuaTeX интеграцише већину функционално обезбеђења Aleph са pdfTeX, што се може сматрати реализација NTS и ExTeX идеја.
XeTeX нуди сличну функционалност, али на другачији начин.